# Öresundsparken, Helsingborg

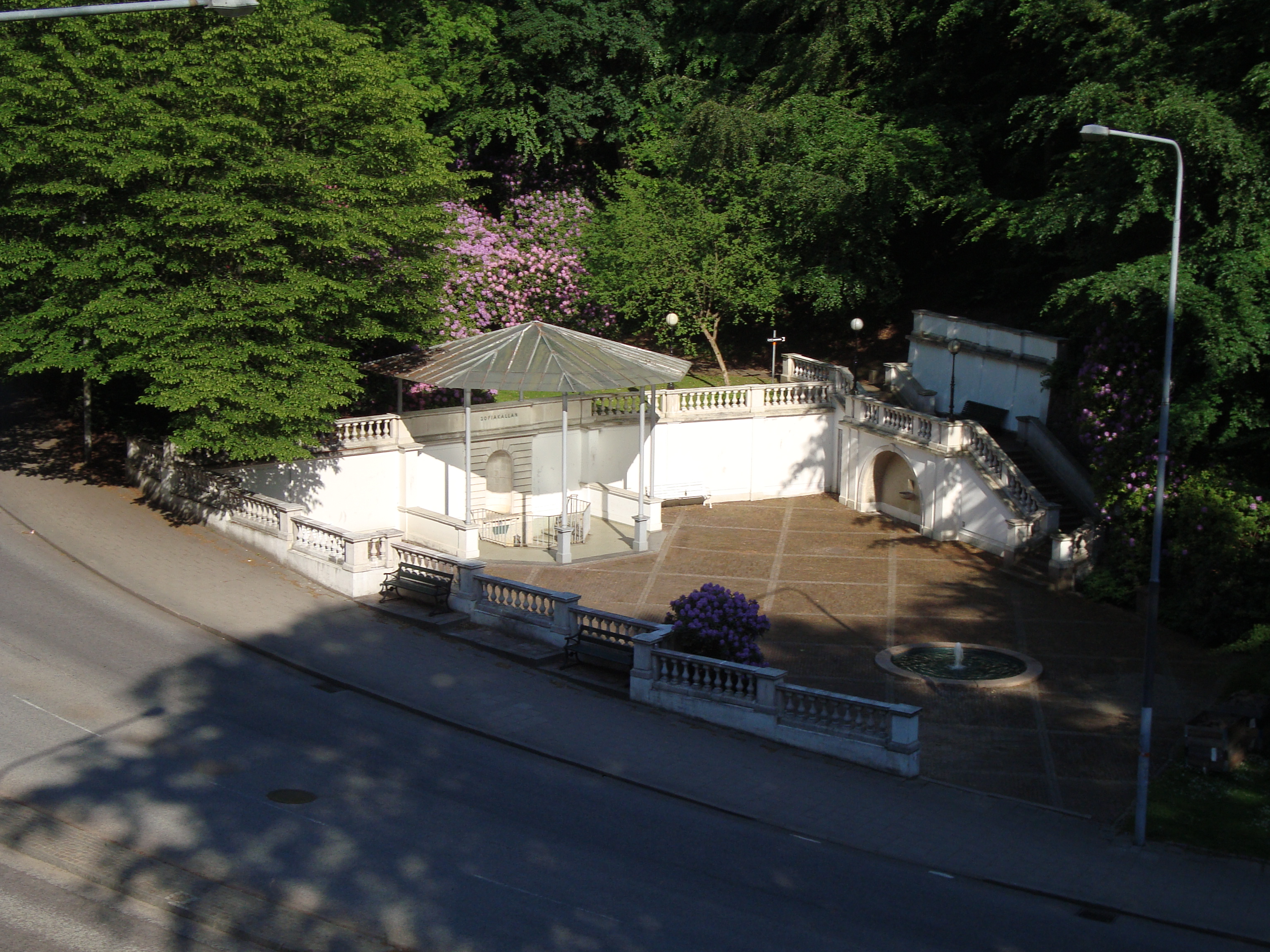
Sofiakällan.

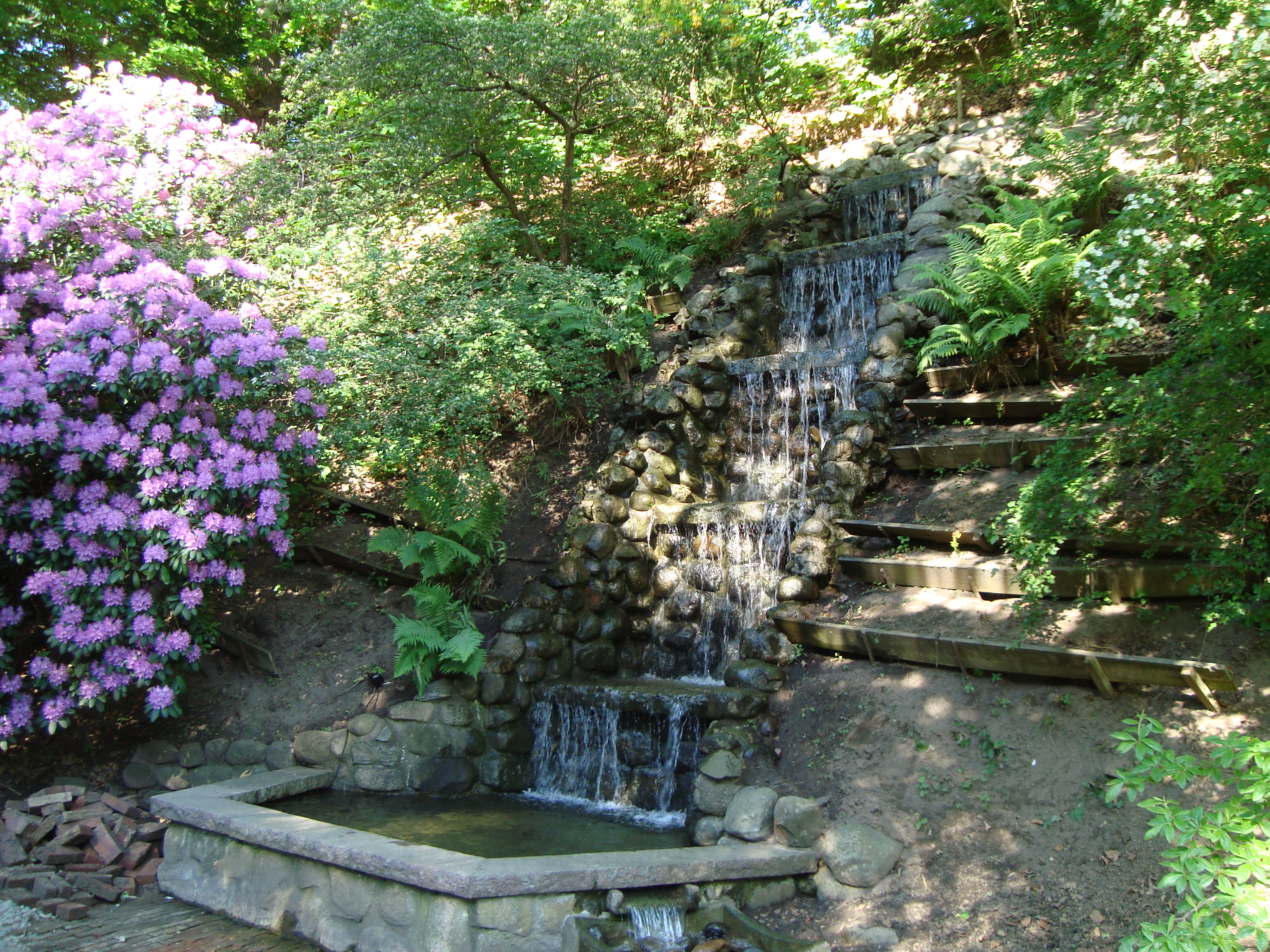
Vattenfall i Hälsodalen.

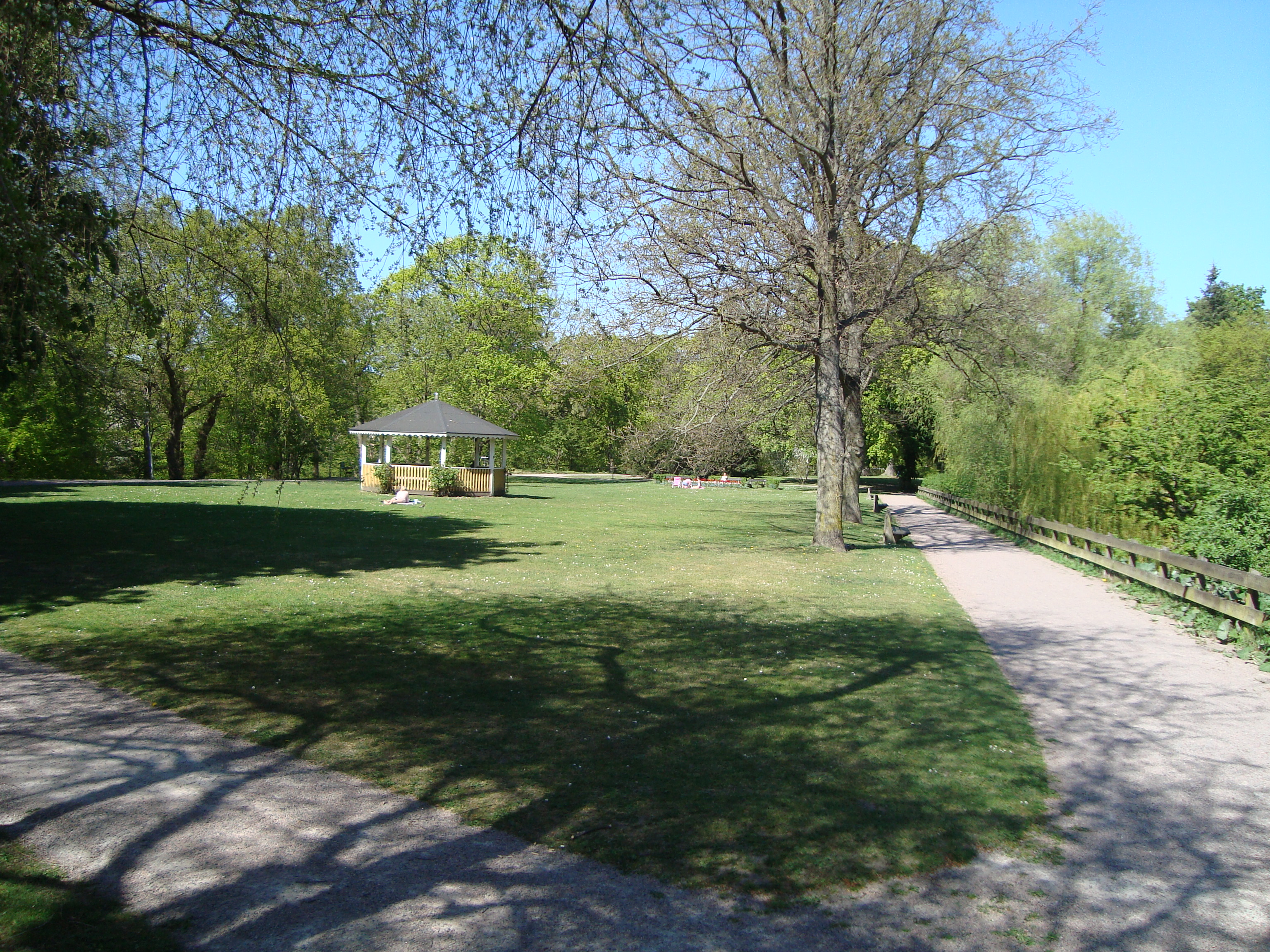
Öresundsparken på landborgen.

Öresundsparken är en park i Helsingborg, belägen norr om stadens centrum, som invigdes 1877. Delar av parken har dock varit brunnsinrättning i samband med kurorten Hälsan sedan 1803.

## Utformning
Den nuvarande parken delas topografiskt in i två delar, där den ena delen befinner sig på den högre landborgsplatån, medan den andra delen är belägen i Hälsodalens ravingång. Parken avgränsas i norr av Hälsovägen, i söder av Villatomtsvägen/Mäster Ernsts gata och i väster av Fågelsångsgatan. Parken är inspirerad av det engelska parkidealet med vindlande grusgångar med stora gräsytor och stora, oregelbundet utplacerade träd. Delen av parken som ligger på landborgen avgränsas i söder till en del av en damm, som är en rest av vallgraven runt stadens gamla befästningsverk. Vid dammens södra ände, där en bro sträcker sig över den, finns ett litet lusthus benämnt "Utkiken", och strax norr om dammen en rund musikpaviljong. På flera ställen finns utsiktspunkter där man från landborgens krön har fri sikt över staden på strandplatån och vidare ut över Öresund med Danmark i bakgrunden. Vid en utsiktspunkt stod tidigare ett minnesmärke över sjömän som mist livet under andra världskriget, invigt på platsen 1950, men detta har flyttats till Parapeten. I sydväst sträcker sig parken ytterligare söderut för att där möta S:t Clemens gata. Åt väster har en öppen axel ut mot Öresund skapats genom S:t Jörgens plats och Henry Dunkers plats, som har sitt slut i Norra hamnen. I norr fortsätter grönskan, dels genom Vikingsbergsparken i nordväst och Kopparmölleparken i nordost.
Längs Hälsodalens branta sluttning i norr och landborgens brant i väster är gångarna mer serpentinformade där de söker sig ner till platån nedanför och trädsättningen är här mer tät och skogsliknande. Nere i hälsodalen har man planterat flera rhododendronbuskar, som under sin blomning i maj-juni skapar en stor färgprakt längs Hälsovägen. Träden i parken är av flera olika slag och i Hälsodalen finns även azaleor, trollhassel och bambu planterade. Ett av Hälsodalens mer framstående drag är byggnaderna kring Sofiakällan, som är resterna efter brunnsinrättningen Hälsan. Byggnaderna ritades av stadsarkitekt Mauritz Frohm 1890 och består av en vitputsad, balustradförsedd mur, där källan markeras av en kvaderstensomfattad nisch övertäckt av ett glastak uppburet av gjutjärnskolonner. Vid parkens nordostliga ände ligger Trädgårdsmästarevillan.

## Historia
Hälsodalen har sitt ursprung i en bäckravin, som formats under den senaste istiden. Bäcken hade stor betydelse för Helsingborg och utnyttjades åtminstone sedan 1500-talet som drivkraft för ett flertal kvarnar. Vid 1800-talets mitt fanns sex kvarnar längs bäcken; deras namn från öst till väst var: Röamöllan, Bagaremöllan, Troedsmöllan, Hjälmshultsmöllan, Kopparmöllan och Barkamöllan. De stora höjdskillnaderna på platsen gav upphov till en järnkälla vid Hjälmshultsmöllan, som 1803 utgjorde grunden för en brunnsrörelse i Hälsodalen. Källan döptes enligt uppgift till Hälsan år 1805 av drottning Fredrika, som besökte brunnen tillsammans med kung Gustav IV Adolf. Hälsobrunnen var mycket populär under 1800-talets andra hälft och här låg då en brunnssal, en restaurang och flera mindre paviljonger.
En mindre väg löpte genom dalen, men denna var för dålig för häst och vagn och därför beslöt man vid mitten av 1800-talet att anlägga en ny och bättre väg som skulle bli den nya infartsvägen till Helsingborg. Vägen anlades 1853-54 och hade avsevärt flackare lutning än den tidigare infartsvägen längs Långvinkelsgatan. I samband med vägens ökade betydelse byggdes flera av möllorna om till fabriker. Hjälmshultsmöllan hade däremot redan omvandlats till hälsobrunn.
I samband med uppförandet av Krookska planteringen, numera oftast benämns Stadsparken, söder om Helsingborgs stadskärna väcktes tanken att skapa en park i stadens norra del av brevbäraren Bengt Andersson. Denne skapade ett aktiebolag, vars uppgift det var att skapa en park på den outnyttjade platsen ovanför Hälsodalen, en del av Lilla Möllevången som vid denna tid benämndes "Grubbaberget". Helsingborgs stad utarrenderade området på 25 år till bolaget, som anlitade trädgårdsmästaren T. Wieck från Lund för att utforma den nya parken. Den 7 juni 1877 invigdes parken, som hölls inhägnad och besökare fick betala en avgift på 10 öre för att kunna flanera bland grönskan. Helsingborgs stad köpte år 1900 flera fastigheter i Hälsodalen, bland annat Barkamöllan, hälsobrunnen Hälsan och delar av Troedsmöllan för att kunna utföra en breddning av Hälsovägen. I samband med breddningen revs flera byggnader, bland annat Barkamöllan och de flesta av Hälsans byggnader och Hälsobäcken leddes i en kulvert under dalen. Den överblivna marken gjordes om till parkmark. Staden tog 1901 även över den privata parken på landborgen, varvid inträdesavgifterna slopades och inhägnaderna revs. Ytterligare en breddning av Hälsovägen utfördes 1954 då delar av Sofiakällans byggnader modifierades.

## Bildgalleri

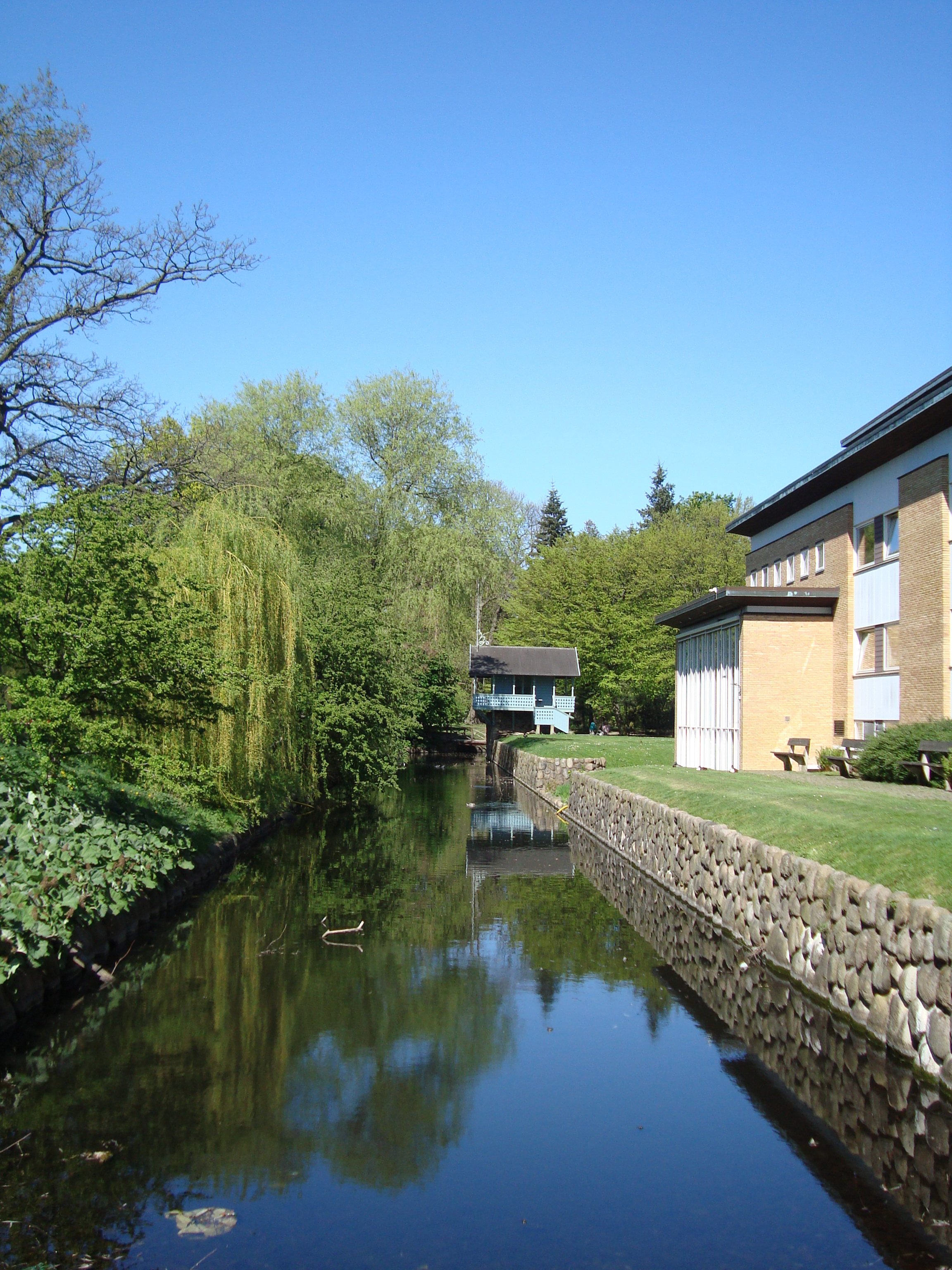
Rester av den gamla vallgraven, nu ankdamm.
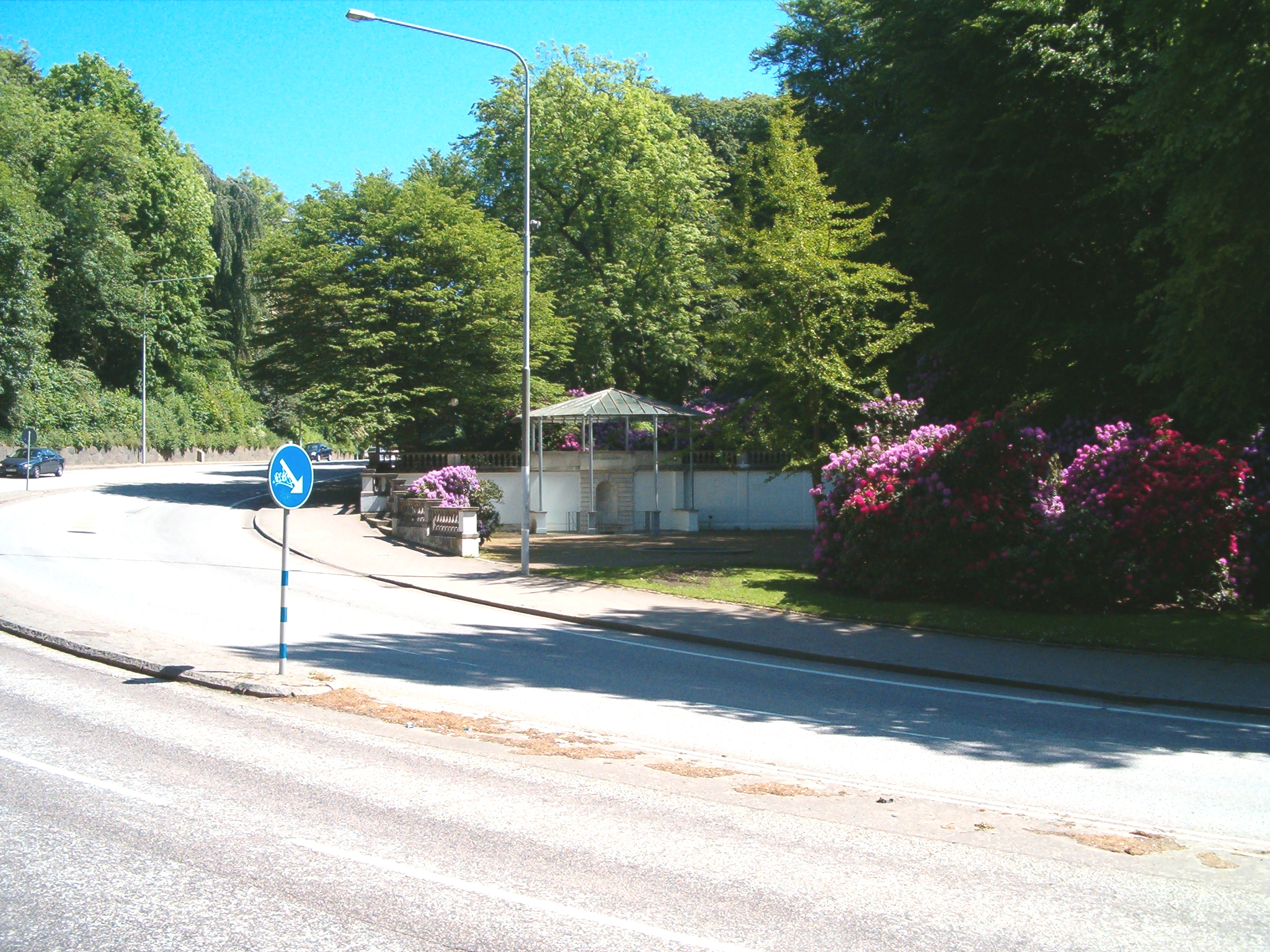
Sofiakällan.
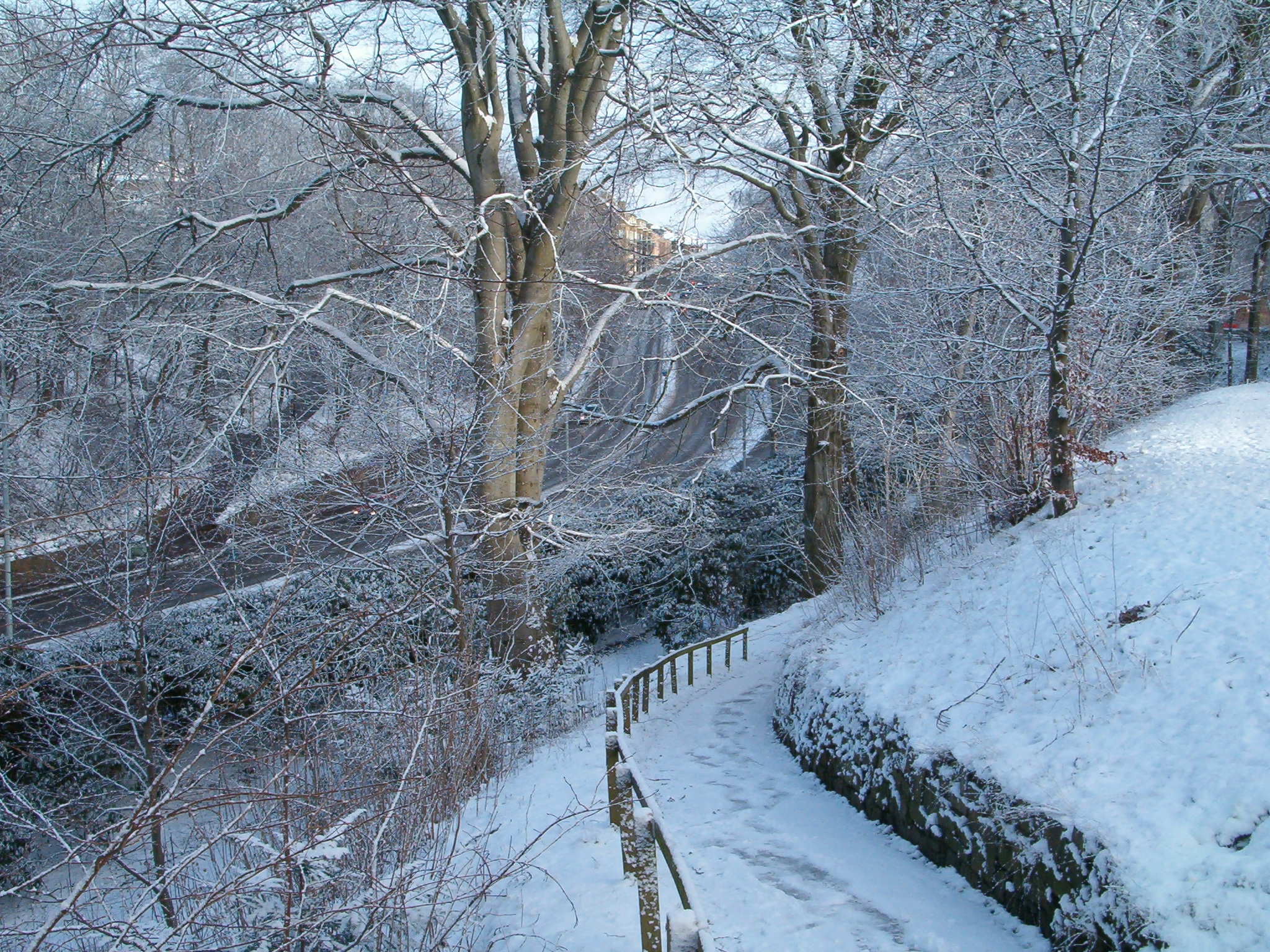
Hälsobacken i vinterskrud.